# Tjaraivare naturreservat
Tjaraivare naturreservat är ett naturreservat i Jokkmokks kommun i Norrbottens län.
Området är naturskyddat sedan 2024 och är 3 812 hektar stort. Reservatet ligger väster om Kåbdalis och består av barrskog och våtmarker med myrar, bäckar och småsjöar.